# Charles Carnus
Charles Carnus (1749 - 1792) est un homme d'église français, professeur, pionnier dans le domaine aérien et de l'exploration souterraine et l'un des martyrs des massacres de Septembre 1792.

## Biographie
Charles Carnus nait le 30 mai 1749 à Peyrinhac, petit village de la paroisse de Notre-Dame de Vanc, aujourd'hui commune de Salles-la-Source dans le Rouergue (Aveyron actuel). Il est le cinquième d'une famille de huit enfants. Ses parents, Jacques Carnus et Jeanne Lacas, étaient des agriculteurs du Rouergue.

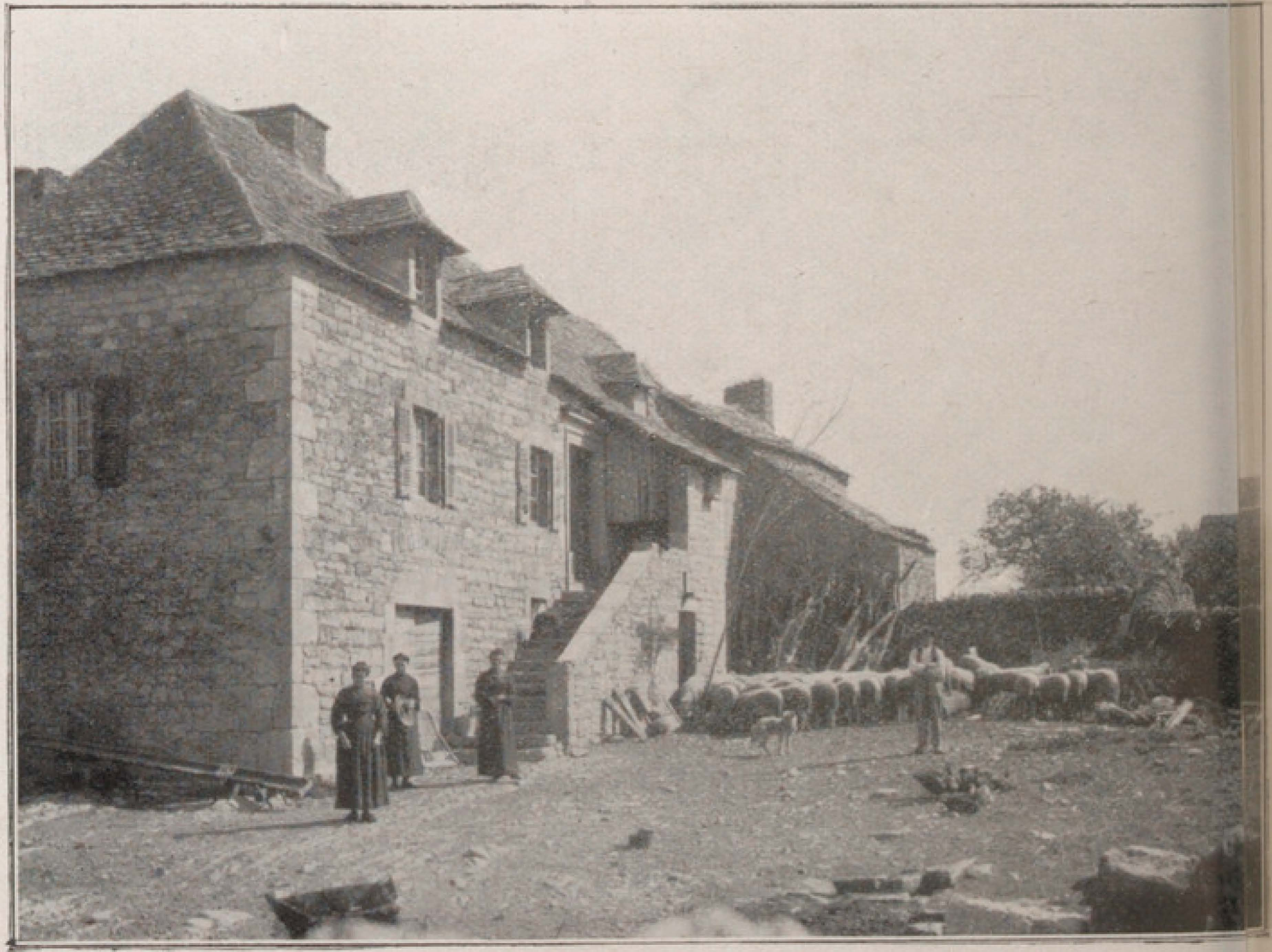
Maison natale de Charles Carnus, à Peyrinhac, paroisse de Notre-Dame de Vanc, commune de Salles-la-Source

Montrant de bonnes dispositions pour les études, il entre au Collège royal de Rodez. À partir de 1769, il poursuit ses études à Paris au Collège des Trente-Trois puis au Collège de Navarre.
Il est ordonné prêtre en 1773 puis est admis au Collège de Navarre. Il revient ensuite dans le Rouergue où il enseigne la théologie pendant un an, puis la physique au Collège royal de Rodez. 
Il est élu membre à vie de la société de Navarre. Dès 1781, il donne des conférences à la société ruthénoise.
Impressionné par l'exploit de Pilâtre de Rozier et du Marquis d'Arlandes, il construit avec ses élèves une montgolfière baptisée Ville de Rodez avec laquelle il prend l'air le 6 août 1784, après un premier essai à vide le 22 juillet 1784 .
En 1789, il souscrit aux Cahiers du clergé.
En désaccord avec la Constitution civile du clergé, il se réfugie à Paris au Séminaire des Trente-Trois mais est dénoncé. Il est arrêté et incarcéré au Séminaire de Saint-Firmin qui servait alors de prison.
Il est exécuté le 3 septembre 1792 à Paris, lors des massacres de Septembre, aux côtés de trois autres victimes aveyronnaises : Jean-Antoine Seconds, Pierre-Jean Guarrigues et Jean Lacan.
En octobre 1926, il est déclaré bienheureux par Pie XI.

## Activités aériennes

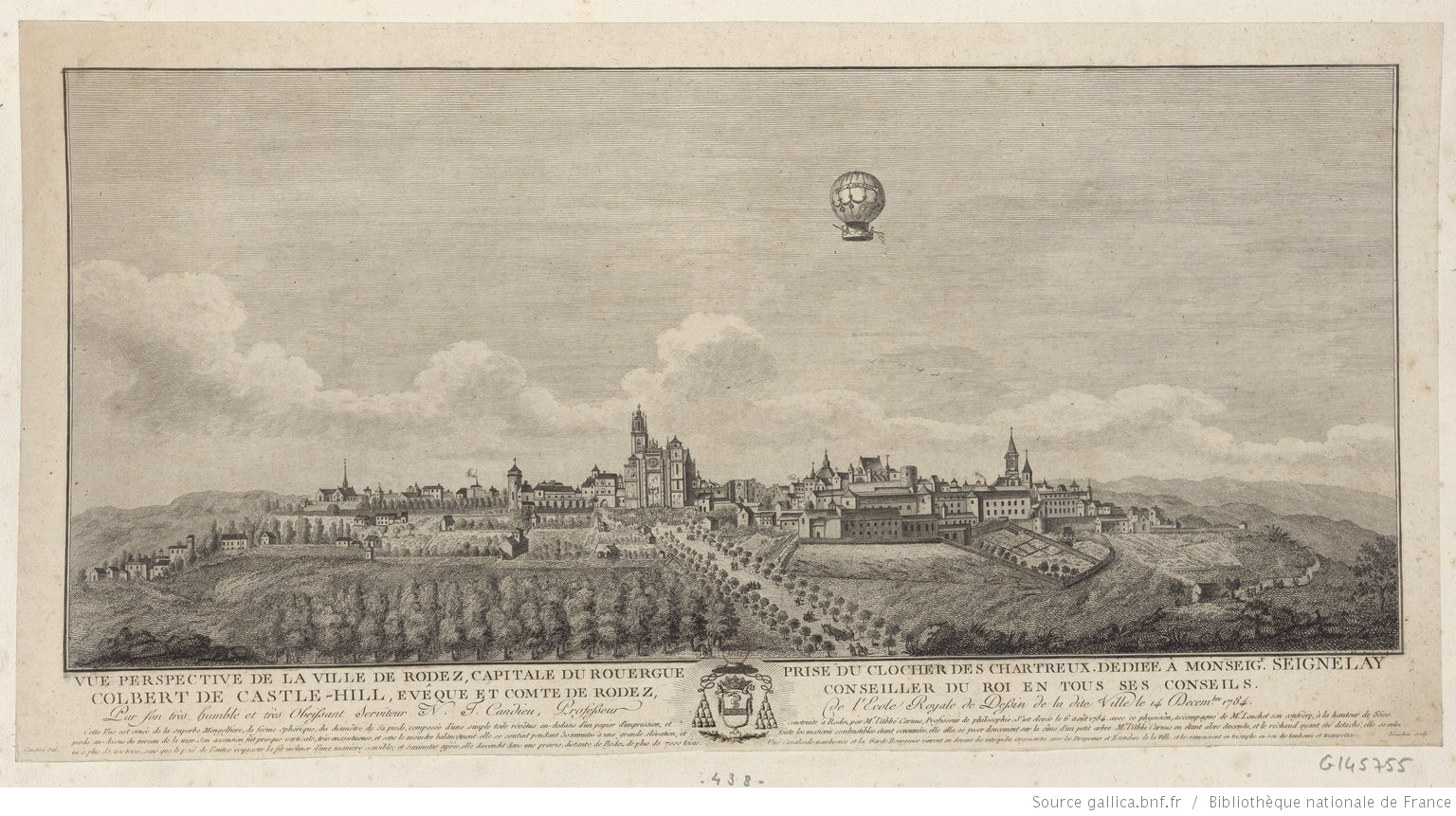
La montgolfière de l'abbé Carnus s'élevant au-dessus de Rodez. Estampe de Théodore Candieu (dessin) et Jean-Guillaume Blanchon (gravure), 1784

Charles Carnus, alors professeur de philosophie à Rodez, fut la quatrième personne au monde à fabriquer une montgolfière. L'évêque de Rodez lança une souscription et récolta près de deux mille livres. La montgolfière avait pour nom Ville de Rodez.
Le 22 juillet 1784, Carnus, et son collègue Louis Louchet, (professeur de seconde au collège Royal de Rodez) assistèrent à un vol "test" avec une première montgolfière inhabitée qui atterrit hors de la ville.
Le 6 août 1784, huit mois après le vol de Pilâtre de Rozier, et après avoir réalisé les quelques modifications nécessaires, la montgolfière s'envola à 8h28 de la cour du collège Royal (actuelle place Foch) pour atterrir à 9h03 au hameau de Caumels (Alt.755 m), sur la commune de Flavin (Aveyron), après avoir parcouru au total 7000 toises (13,64 km).
Dix-huit minutes après le départ, la montgolfière a parcouru 2000 toises. À 24 minutes, 3000 toises. À 6400 toises, la montgolfière est bloquée par un petit chêne isolé, Charles Carnus descend le premier, une fois allégé, l'aérostat parcours 600 toises supplémentaires, Louis Louchet est seul à bord.

La montgolfière Ville de Rodez a 53 pieds et demi de diamètre, 8 980 pieds de surface en 8 fuseaux, 80 000 pieds carrés de capacité. Pour les deux aérostiers, deux loges sont fixées à la base, de 3 pieds 3 pouces de côté et 3 pieds de haut.

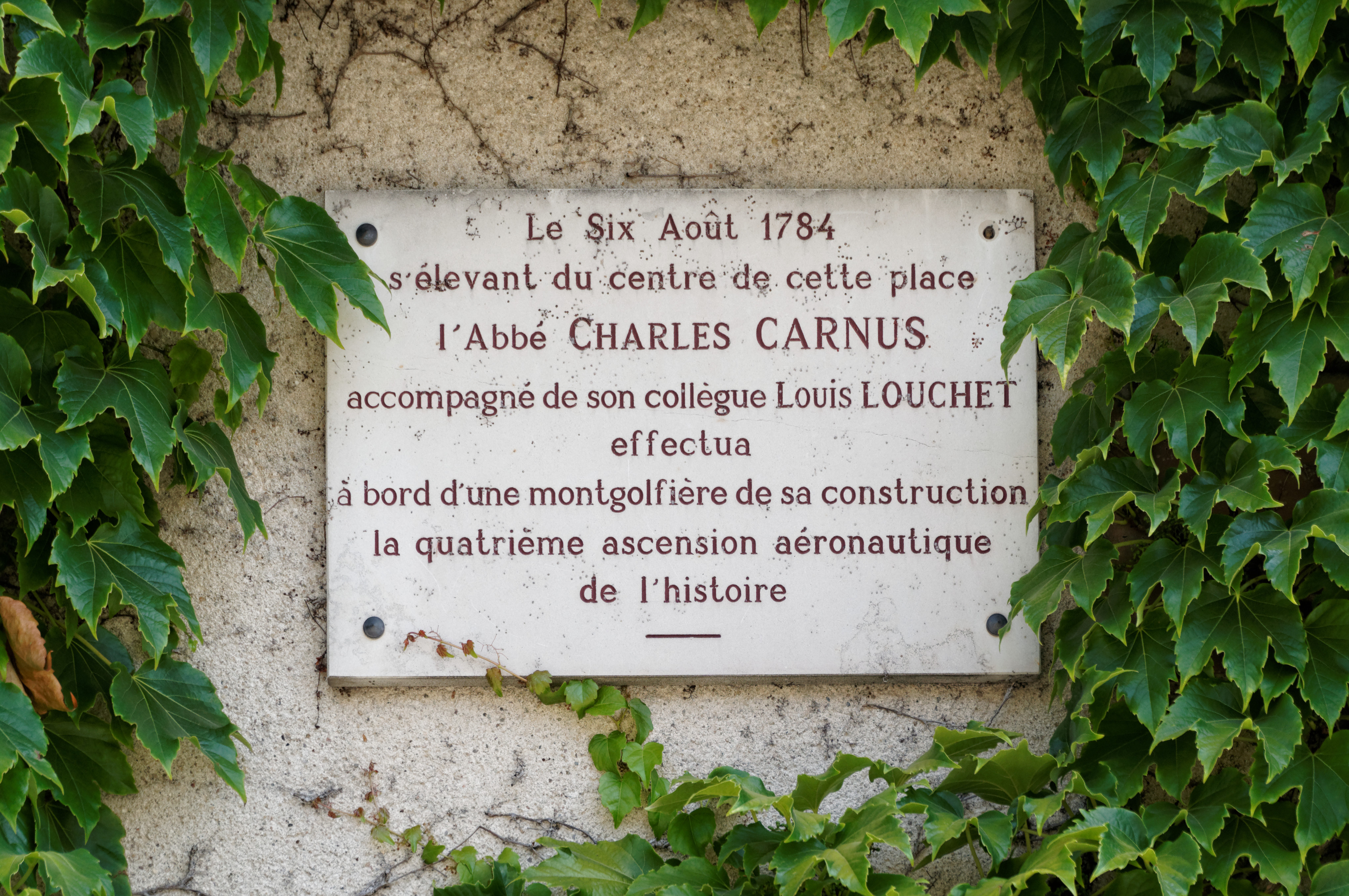
Plaque commémorant la quatrième ascension aéronautique de l'histoire en montgolfière par l'abbé Charles Carnus le 6 août 1784 à Rodez.

Deux plaques commémorent ce quatrième vol humain de l'histoire, la première sur le point de départ, place Foch à Rodez et la deuxième sur le point d'atterrissage, à l’entrée du hameau de Caumels, au-dessus du village d'Inières.

## Activités spéléologiques
Dans le domaine de la spéléologie, il explora plusieurs cavités de la région de Rodez dont :
- le Tindoul de la Vayssière, sur le causse Comtal non loin de son village natal (1785) ;
- les grottes de Solsac, dont la plus connue est celle de Bouche Rolland (1788).

Il est considéré comme l'un des premiers spéléologues français.

## Hommages
- Lycée Charles-Carnus à Rodez.
- Impasse Carnus à Rodez.
- Rue Carnus à Rodez.